# 嫁とロック
『嫁とロック』（よめとロック）は、2006年12月6日にキューンレコードから発売されたグループ魂4枚目のオリジナルアルバム(初のミニアルバム)。

## 概要
- シングルでもなく、フルアルバムでもないミニアルバム。ジャケット写真に岡江久美子が登場。リードトラック「嫁とロック」のPVにはエレキコミックやついいちろうが出演している。PV監督は細野ひで晃。
- 7曲しか記載されていないが、実は8曲目に「Bonus Track」(やしきたかじんをテーマにした「花やしきいまじん」) [5:29]が収録されている。

## 収録曲
(#1,3,5 作詞:宮藤官九郎、作曲:富澤タク、#7 作詞・作曲:宮藤官九郎、#2,4,6 コント)
1. 嫁とロック (3:41)
2. 夏の思い出 (2:45)
3. スーパー!サマー!アックスボンバー!ラブハンター!06! (2:59)
4. 大江戸コール & レスポンス (弔辞) (8:13)
5. NO YOUNG TOO YOUNG (3:28)
6. 石鹸がいっぱい (2:34)
7. 東京メドレー (5:43)
「無職」～「日本人」～「ガンバレ」～「東京18年」